# Vračević
Vračević (em cirílico: Врачевић) é uma vila da Sérvia localizada no município de Lajkovac, pertencente ao distrito de Kolubara. A sua população era de 872 habitantes segundo o censo de 2011.

## Demografia
| 1948  | 1953  | 1961  | 1971  | 1981  | 1991  | 2002  | 2011 |
| ----- | ----- | ----- | ----- | ----- | ----- | ----- | ---- |
| 1 517 | 1 540 | 1 462 | 1 389 | 1 236 | 1 174 | 1 019 | 872  |